# Bur Tunohewe
Bur Tunohewe är ett berg i Indonesien.   Det ligger i provinsen Aceh, i den västra delen av landet, 1 600 km nordväst om huvudstaden Jakarta. Toppen på Bur Tunohewe är 2 169 meter över havet, eller 167 meter över den omgivande terrängen. Bredden vid basen är 1,3 km.
Terrängen runt Bur Tunohewe är kuperad åt sydväst, men åt nordost är den bergig.Runt Bur Tunohewe är det mycket glesbefolkat, med 2 invånare per kvadratkilometer. I omgivningarna runt Bur Tunohewe växer i huvudsak städsegrön lövskog.